# Luigi Poletti
Luigi Poletti (Pontremoli, 31 dicembre 1864 – Pontremoli, 10 marzo 1967) è stato un matematico e poeta italiano.

## Biografia
Frequentato il ginnasio nel seminario vescovile di Pontremoli, iniziò gli studi liceali a Parma per poi terminarli a Torino, dove si iscrisse anche all'università. Qui seguì le lezioni di scienze matematiche per un paio di anni prima di abbandonare i corsi accademici per andare a lavorare in banca.
Ritornò tuttavia agli studi matematici nel 1911, dopo aver scoperto del tutto casualmente l'esistenza delle tavole di Lehmer in casa del professor Gino Loria, amico di famiglia cui aveva fatto visita a Genova. Da allora si dedicò per molti anni all'espansione della tavola dei numeri primi, giungendo anche ad elaborare una significativa semplificazione del Crivello di Eratostene che gli valse il plauso degli studiosi del ramo; battezzò Neocribrum (Novum Eratosthenis Cribrum) il suo procedimento e lo presentò nel volume Resultati teorico-pratici di una radicale modificazione del Crivello di Erastotene (1914), che rimane il suo principale contributo al progresso della matematica. Successivamente, pubblicò diversi elenchi di numeri primi e le opere Il mistero dei numeri primi e I protometri dei numeri primi. Fu, inoltre, membro, con André Gerardin, di una commissione di studio, istituita dal congresso dell'Association française pour l'avancement des sciences del 1946 e presieduta da Nicolaas George Wijnand Henri Beeger, con il compito di valutare la possibilità di ampliare la tavola dei numeri primi di Lehmer oltre la soglia di 10.006.721. Nel 1955 fu premiato dal presidente della repubblica Giovanni Gronchi con una medaglia d'oro e la commenda della Repubblica per i risultati ottenuti con i suoi studi.
Nella sua lunga vita, accanto agli interessi matematici, fu anche commissario prefettizio ma soprattutto coltivò una vena poetica dialettale dai toni efficacemente popolari che lo rese famoso tra i suoi concittadini. Legate al nome di Poletti sono, infatti, composizioni come Al campanón d' Pontrémal, La Zumniana (entrambe musicate da lui stesso) o Al cant dal Cont Ugolìn, pregevole traduzione in pontremolese del XXXIII canto dell'Inferno dantesco. Pare che si sia anche dilettato a comporre versi in lingua latina.

## Onorificenze
È stata dedicata a lui una via a Pontremoli, la sua città natale.

## Opere pubblicate
- Al lupomanaio. Leggenda pontremolese, Borgotaro, Cavanna, 1911.
- Al cont Ugolin. Versione da Dante in dialetto pontremolese, Spezia, Artigrafiche, 1913.
- La tavola dei numeri primi per l'intervallo da 10000000 a 10020000, Pontremoli, Cavanna, 1913.
- Un contributo alla tavola dei numeri primi, Pontremoli, Cavanna, 1913.
- Resultati teorico-pratici di una radicale modificazione del Crivello di Eratostene, Parma, Battei, 1914.
- Tavole dei numeri primi entro limiti diversi e tavole affini (prefazione di Gino Loria), Milano, Hoepli, 1920.
- La serie dei numeri primi entro i primi centomila n. succ. oltre cento milioni e la serie dei n. p. da 14285717 a 14299991. Quadri sinottici sui fenomeni di frequenza dei n. p. entro i primi centomila n. succ. della serie naturale situati oltre 0, 10, 100, 1000 milioni, Milano, Hoepli, 1928. Estratto da Rendiconti del Reale Istituto Lombardo di scienze e lettere, vol. LXI, fasc. I-V, 1928.
- Le serie dei numeri primi appartenenti alle due forme quadratiche (2n2+2n-1) e (2n2+2n+1) entro 250 milioni, Milano, Hoepli, 1929. Estratto da Rendiconti del Reale Istituto lombardo di scienze e lettere, vol. LXII, fasc. XI-XV, 1929.
- Il triangolo interpolare, Milano, Hoepli, 1930. Estratto da Rendiconti del Reale Istituto lombardo di scienze e lettere, vol. LXIII, fasc. II-V, 1930.
- Elenco di numeri primi fra 10 milioni e 500 milioni estratti da serie quadratiche, Roma, Reale Accademia d'Italia, 1931.
- Una grande tavola di oltre 40000 numeri primi entro due miliardi (et ultra), estratti da serie quadratiche, Pavia, Successori Fusi, 1934. Estratto da Rendiconti del Reale Istituto lombardo di scienze e lettere, serie II, vol. LXVII, fasc. I-V, 1934.
- L'atlante di oltre 60000 numeri primi fra 10 milioni e 3 miliardi (et ultra), estratti da serie quadratiche, Roma, Reale Accademia d'Italia, 1940.
- Il contributo italiano alla tavola dei numeri primi. Tavola dell'undicesimo milione, Parma, Università, 1951. Estratto da Rivista di matematica dell'Università di Parma, 1951, pp. 417–434.
- Tavola dei numeri primi dell'intervallo 12.012.000-12.072.060 (con Giuseppe Palamà), Bologna, Zanichelli, 1953. Estratto da Bollettino dell'Unione matematica italiana, ser. 3, a. 8, n. 1 (marzo 1953), pp. 52–58.
- Elenco dei numeri primi entro i primi centomila numeri del 12° milione, Pontremoli, Artigianelli, 1958.
- Liste des nombres premiers du onzième million (plus précisément de 10.006.741 a 10.999.997) d'après les tables manuscrites de J. Ph. Kulik (con J. Porter), Werto, Amsterdam, 1951